# El Rellano
El Rellano es una localidad del municipio de Liérganes (Cantabria, España). En el año 2008 contaba con una población de 13 habitantes (INE). La localidad se encuentra a 480 metros de altitud sobre el nivel del mar, y a 5 kilómetros de la capital municipal, Liérganes.
- Datos: Q1651935